# Curso (navegación)

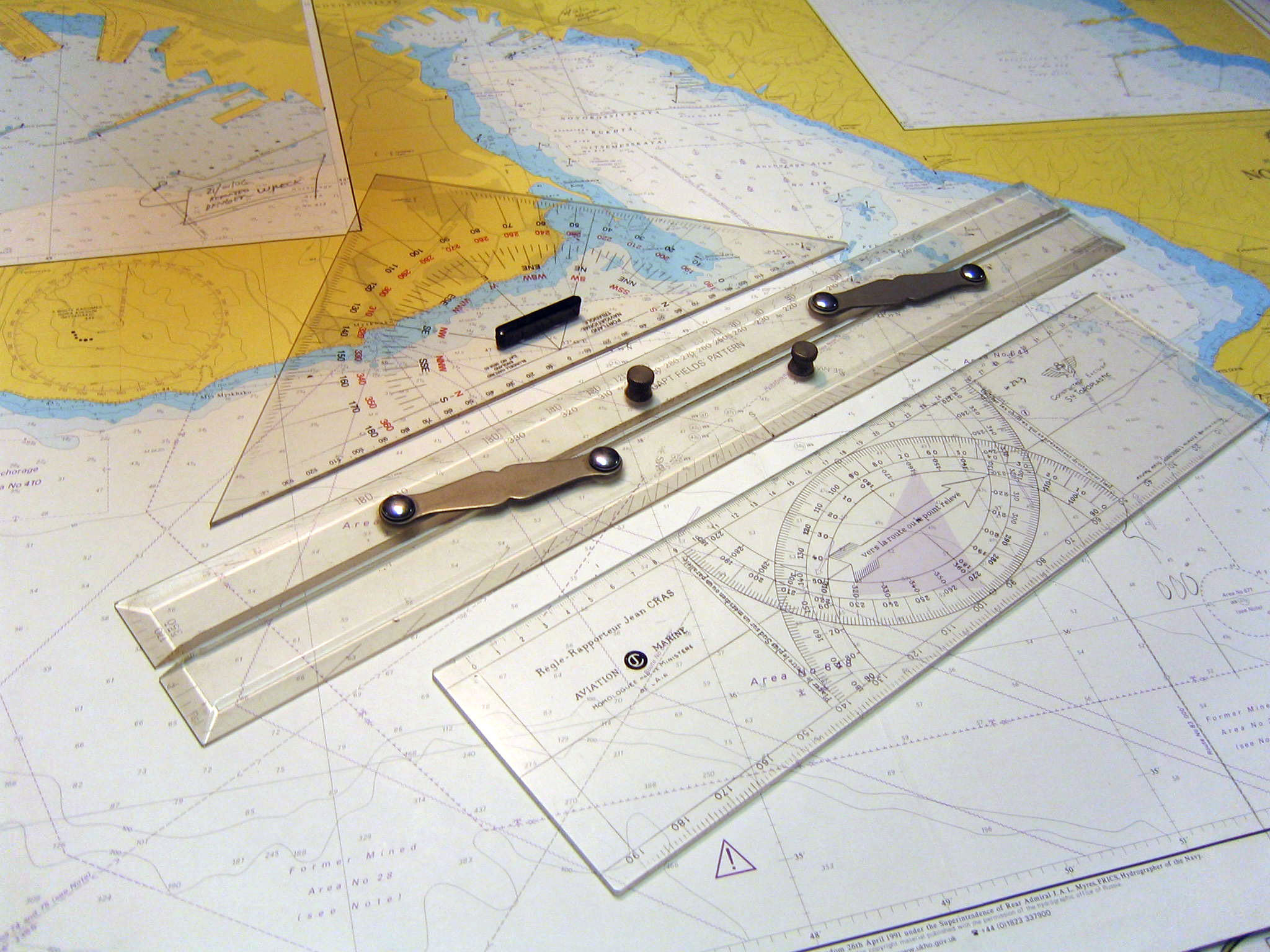
Instrumentos utilizados para trazar un rumbo en una carta náutica o aeronáutica.

En la navegación, el curso de una embarcación o de una aeronave es la dirección cardinal en la que se debe dirigir un vehículo de estas características. El curso debe distinguirse y no ser confundido con rumbo, que es la dirección hacia donde se encuentra apuntando la proa de una embarcación o el morro de una aeronave en cualquier momento determinado.

## Curso, trayectoria, ruta y rumbo
Rumbo verdadero (izquierda) y rumbo magnético (derecha). La trayectoria que una embarcación sigue sobre el terreno se denomina trayectoria terrestre, curso cumplido, o curso sobre el terreno. En el caso de aeronaves, a esto se lo denomina simplemente como trayectoria. Una trayectoria prevista es una ruta. Para embarcaciones y aeronaves, las rutas suelen ser segmentos en línea recta, entre puntos de referencia, en los cuales se utilizan coordenadas para ubicarse en un plano. Un navegante puede determinar la dirección de su embarcación hacia un siguiente punto de referencia que haya sido predeterminado, y tomando como base a la posición actual de su embarcación, haciendo uso de una brújula. Sin embargo, y debido a que las corrientes marinas o el viento pueden causar que dicha embarcación se desvíe de su curso, un navegante también debe establecer un curso que compense esta deriva. Las direcciones de curso se especifican en grados, y partiendo desde el norte, sea este el norte verdadero o el norte magnético. En aviación, el norte suele expresarse como 000. En algunos casos, los navegantes de las antiguas aeronaves solían usar las direcciones ordinales en lugar de los grados de una brújula, como por ejemplo, a la hora de expresar «noreste» en lugar de 045°, lo que perduró hasta que a mediados del siglo XX el uso de los grados se volvió frecuente.